# Кадиреліт
Кадиреліт — мінерал з хімічною формулою Hg4(Br,Cl)2O. Відкритий у 1987 році.
Його твердість за шкалою Мооса коливається від 2,5 до 3.
Його було виявлено на родовищі ртуті Кадирель, у долині річки Ораш-Хем, у гірському хребті Уюк, у межах Пій-Хемського району, у Туві (Росія). Це єдине місце на всій планеті, де був знайдений цей вид мінералу.

## Інтернет-ресурси
- Webmineral.com — Kadyrelite
- Mindat.org — Kadyrelite
- Handbook of Mineralogy — Kadyrelite [Архівовано 2012-10-06 у Wayback Machine.]